# División de Ciencias Básicas e Ingeniería Azcapotzalco
La División de ciencias Básicas e Ingeniería Azcapotzalco o DCBI es una de las tres divisiones de la Universidad Autónoma Metropolitana Unidad Azcapotzalco. La integran 5 departamentos: Ciencias Básicas, Electrónica, Eléctrica, Materiales, Energías.

## Antecedentes
La UAM fue creada en 1974 en la época del Presidente de México Luis Echeverría con la característica de que fuera innovadora en lo educativo y en lo organizacional. En el génesis de la universidad, un 10 de octubre de 1973 se envía la iniciativa de la Ley Orgánica de la Universidad a la Cámara de Senadores, que incluía que la Universidad estaría integrada por unidades y a la vez se organizarían en Divisiones (áreas de conocimiento) y departamentos. Para el 21 de noviembre el Ing. Víctor Bravo Ahuja comparecería ante la cámara, para presentar su organización y justificación del proyecto, haciendo énfasis en las ventajas de un sistema departamental.
Fue así como en menos de un año se organiza la Unidad Azcapotzalco con dos Divisiones “CBI, CYAD”; y después se incorpora CSH. En cada una de ellas se ofrecerían distintas carreras por áreas, y una vez que establecieron cupos , para la primera convocatoria en 1974 en la División de Ciencias e Ingeniería se encontraban: Ingeniería Ambiental, Ingeniería Civil, Ingeniería Eléctrica, Ingeniería Física, Ingeniería Industrial, Ingeniería Mecánica , Ingeniería Metalúrgica , Ingeniería química, dando así comienzo a la DCBI en la Unidad Azcapotzalco.
Con el paso del tiempo se hicieron algunas modificaciones a los planes o programas de estudio de la división CBI y para 1981 ya se contaba con Ingeniería en Electrónica y unos años más tarde la Licenciatura en Ingeniería en Computación , incorporadas a las carreras anteriores.

## Licenciaturas
La División de Ciencias Básicas e Ingeniería de la Unidad Azcapotzalco imparte 10 Licenciaturas en Ingeniería las cuales tienen la acreditación del Consejo de Acreditación de la Enseñanza de la Ingeniería (CACEI).

### Investigación
Actualmente las áreas por departamento en las que se realiza Investigación son:

### Departamento de Ciencias Básicas
Áreas de investigación:
- Análisis Matemático y sus Aplicaciones

- Física Atómica Molecular Aplicada

- Física de Procesos Irreversibles

- Química

- Química Aplicada

- Física Teórica y Materia Condensada

Grupos de investigación:
- Álgebra y Geometría

- Investigación en Matemáticas Educativa

- Investigación en Ingeniería y Software

- Investigación en Física Educativa

- Investigación de Química de Materiales

Laboratorios:
- Materia Condensada

- Microbiología Ambiental

- Catálisis y Adsorbentes

- Dosimetría

- Óptica

- Termofísica

- Física Aplicada

- Física Atómica Molecular Aplicada

- Fenómenos Críticos

- Sistemas Dinámicos

- Superconductividad

- Electroquímica y Especiación de Metales Pesados

- Laboratorio de Química de Materiales

Departamento de Electrónica:
Áreas de investigación
- Instrumentación

- Comunicaciones

- Sistemas Digitales

Grupos de investigación
- Investigación de Control de Procesos

Departamento de Energía
Áreas de investigación
- Eléctrica

- Termofluidos

- Análisis de Procesos

Grupos de investigación
- Investigación en Análisis de Sistemas Reactivos y de Separación

- Investigación en Tratamiento y Reutilización de Residuos

- Investigación en Procesos de la Industria Química

Departamento de Materiales
- Áreas de investigación

- Ciencia de los Materiales

- Estructuras

- Construcción

- Ingeniería de Materiales

Grupos de investigación
- Geotecnia

Departamento de Sistemas

Áreas de investigación:
- Estadística e Investigación de Operaciones

- Sistemas Computacionales

Grupos de investigación
- Investigación en Planeación de Sistemas

## SAI
Es el Sistema de Aprendizaje Individualizado. Este sistema está fundamentado en tu participación activa conforme lo permiten las aptitudes del estudiante. El SAI favorece el aprendizaje y auto-estudio guiado porque en este sistema se estudia directamente del material que proporciona el profesor, y posteriormente se presenta un examen.
La UAM se creó en 1974 y ese mismo año nació el Sistema de Aprendizaje Individualizado como resultado del esfuerzo de profesores y funcionarios. Desde entonces se ofrecieron primeros cursos de Matemáticas, Química y Física, ahora se ofrecen casi todas las asignaturas correspondientes al Tronco General de Ingeniería. Además de algunas asignaturas del Tronco Básico Profesional de diferentes carreras.

## Características
Es una alternativa al sistema escolarizado. Se elimina la clase del profesor como fuente fundamental de información. Las fuentes de información son claras, concretas y por escrito. Se acude al salón a preguntar, participar en discusiones de grupo y presentar evaluaciones. Cada unidad del curso se evalúa en forma independiente.

## Posgrados de la División de Ciencias Básicas
Actualmente se imparten:
- Maestría en Ciencias de la Computación

- Maestría en Ciencias e Ingeniería de Materiales

- Maestría en Ciencias e Ingeniería Ambientales

- Maestría en Ingeniería Estructural

- Maestría en Optimización

- Doctorado en Ciencias e Ingeniería de Materiales

- Doctorado en Ciencias e Ingeniería Ambientales

- Doctorado en Ingeniería Estructural

- Doctorado en Optimización